# Pomerol
Ne doit pas être confondu avec Pomérols.
Pour le vin, voir pomerol (AOC). Pour le château, voir Château Pomerol.
Pomerol (en gascon : Pomirau) est une commune du Sud-Ouest de la France, située dans le département de la Gironde (région Nouvelle-Aquitaine).
Les habitants sont les Pomerolais.

## Géographie

### Localisation
Commune située dans le Libournais dans le vignoble de Pomerol.

### Communes limitrophes
Les communes limitrophes sont Lalande-de-Pomerol, Libourne, Néac, Montagne et Saint-Émilion.
|          | Lalande-de-Pomerol | Néac                          |
| Libourne | Pomerol            | Montagne (par un quadripoint) |
|          | Saint-Émilion      |                               |

### Climat
Pour des articles plus généraux, voir Climat de la Nouvelle-Aquitaine et Climat de la Gironde.
Historiquement, la commune est exposée à un climat océanique aquitain.  
En 2020, Météo-France publie une typologie des climats de la France métropolitaine dans laquelle la commune est exposée à un climat océanique et est dans la région climatique  Aquitaine, Gascogne, caractérisée par une pluviométrie abondante au printemps, modérée en automne, un faible ensoleillement au printemps, un été chaud (19,5 °C), des vents faibles, des brouillards fréquents en automne et en hiver et des orages fréquents en été (15 à 20 jours).
Pour la période 1971-2000, la température annuelle moyenne est de 12,9 °C, avec une amplitude thermique annuelle de 14,7 °C. Le cumul annuel moyen de précipitations est de 848 mm, avec 11,8 jours de précipitations en janvier et 6,7 jours en juillet. Pour la période 1991-2020, la température moyenne annuelle observée sur la station météorologique la plus proche, située sur la commune de Saint-Émilion à 6 km à vol d'oiseau, est de 13,9 °C et le cumul annuel moyen de précipitations est de 798,1 mm,. Pour l'avenir, les paramètres climatiques de la commune estimés pour 2050 selon différents scénarios d’émission de gaz à effet de serre sont consultables sur un site dédié publié par Météo-France en novembre 2022.

## Urbanisme

### Typologie
Au 1er janvier 2024, Pomerol est catégorisée commune rurale à habitat dispersé, selon la nouvelle grille communale de densité à sept niveaux définie par l'Insee en 2022.
Elle appartient à l'unité urbaine de Libourne, une agglomération intra-départementale regroupant dix  communes, dont elle est une commune de la banlieue,,. Par ailleurs la commune fait partie de l'aire d'attraction de Libourne, dont elle est une commune de la couronne,. Cette aire, qui regroupe 24 communes, est catégorisée dans les aires de 50 000 à moins de 200 000 habitants,.

### Occupation des sols

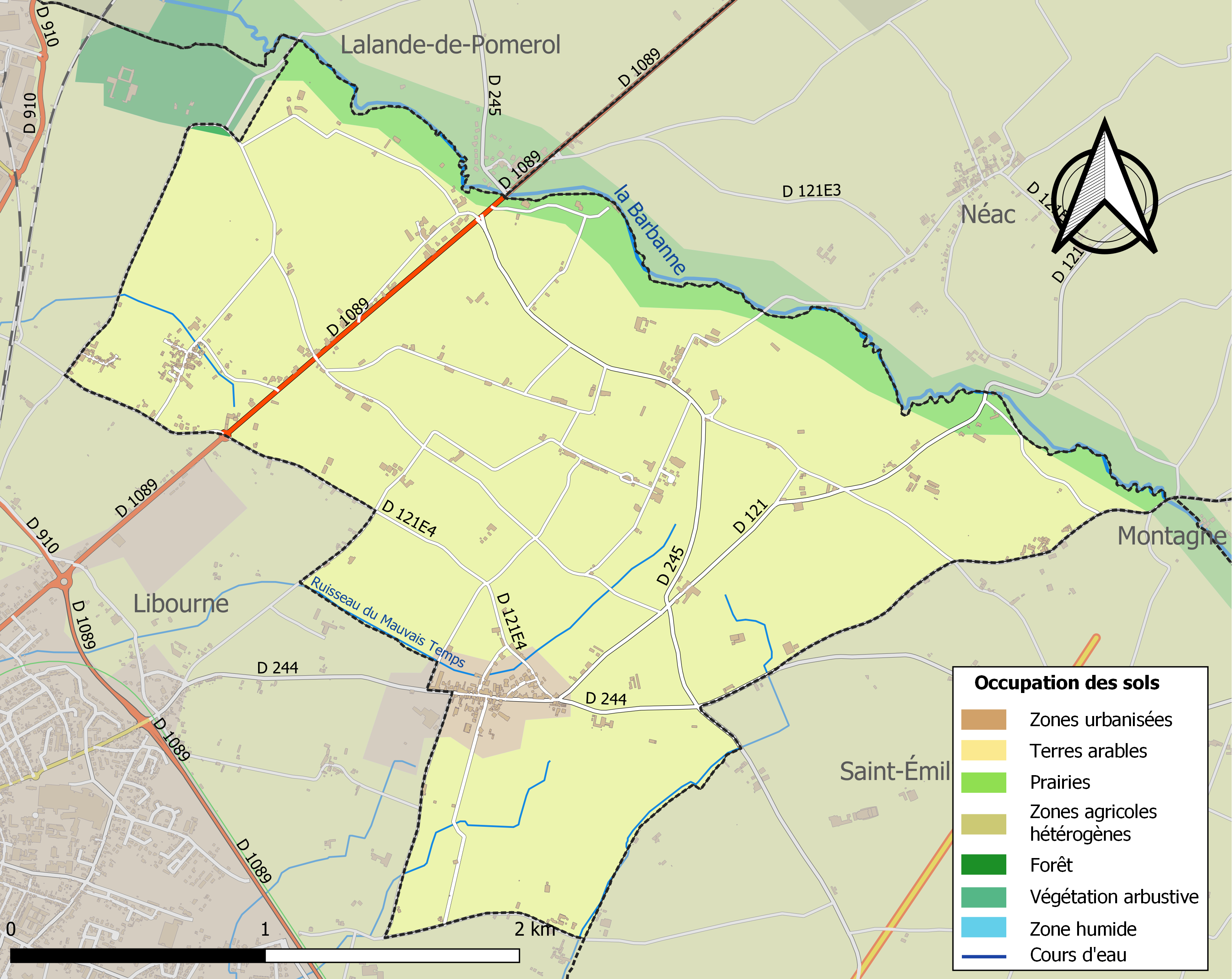
Carte des infrastructures et de l'occupation des sols de la commune en 2018 (CLC).

L'occupation des sols de la commune, telle qu'elle ressort de la base de données européenne d’occupation biophysique des sols Corine Land Cover (CLC), est marquée par l'importance des territoires agricoles (97,3 % en 2018), une proportion identique à celle de 1990 (97,3 %). La répartition détaillée en 2018 est la suivante : 
cultures permanentes (90,1 %), prairies (7,2 %), zones urbanisées (2,6 %), forêts (0,1 %). L'évolution de l’occupation des sols de la commune et de ses infrastructures peut être observée sur les différentes représentations cartographiques du territoire : la carte de Cassini (XVIIIe siècle), la carte d'état-major (1820-1866) et les cartes ou photos aériennes de l'IGN pour la période actuelle (1950 à aujourd'hui).

### Risques majeurs
Le territoire de la commune de Pomerol est vulnérable à différents aléas naturels : météorologiques (tempête, orage, neige, grand froid, canicule ou sécheresse), inondations et séisme (sismicité faible). Un site publié par le BRGM permet d'évaluer simplement et rapidement les risques d'un bien localisé soit par son adresse soit par le numéro de sa parcelle.
La commune a été reconnue en état de catastrophe naturelle au titre des dommages causés par les inondations et coulées de boue survenues en 1982, 1983, 1995, 1999, 2003, 2004, 2008, 2009 et 2013,.

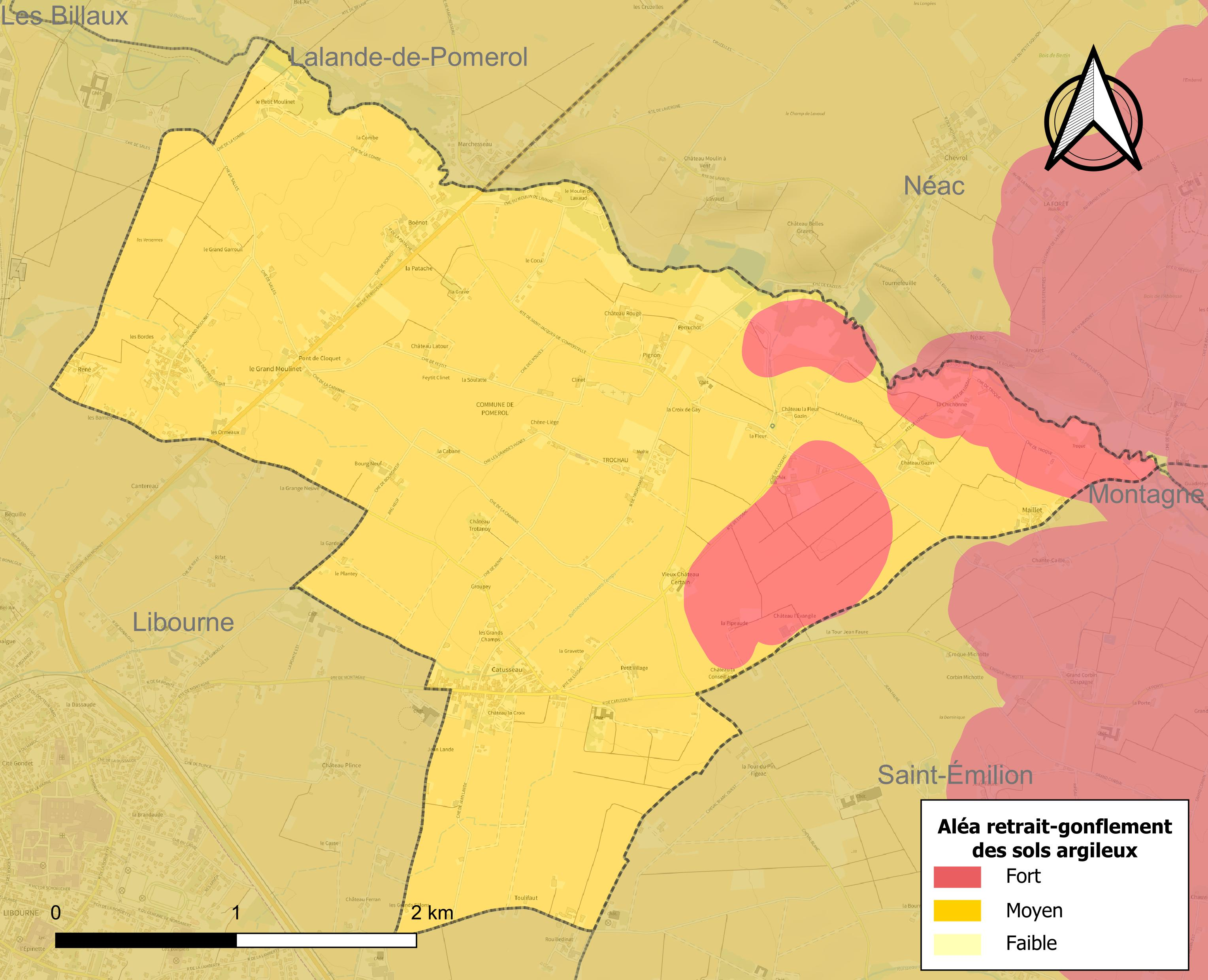
Carte des zones d'aléa retrait-gonflement des sols argileux de Pomerol.

Le retrait-gonflement des sols argileux est susceptible d'engendrer des dommages importants aux bâtiments en cas d’alternance de périodes de sécheresse et de pluie. La totalité de la commune est en aléa moyen ou fort (67,4 % au niveau départemental et 48,5 % au niveau national). Sur les 364 bâtiments dénombrés sur la commune en 2019,  364 sont en aléa moyen ou fort, soit 100 %, à comparer aux 84 % au niveau départemental et 54 % au niveau national. Une cartographie de l'exposition du territoire national au retrait gonflement des sols argileux est disponible sur le site du BRGM,.
Par ailleurs, afin de mieux appréhender le risque d’affaissement de terrain, l'inventaire national des cavités souterraines permet de localiser celles situées sur la commune.
Concernant les mouvements de terrains, la commune a été reconnue en état de catastrophe naturelle au titre des dommages causés par des mouvements de terrain en 1999.

## Histoire
Origine du nom : du latin pomum, « fruit à pépins », notamment le raisin.
Des haches en silex poli du Néolithique ont été mises au jour sur le territoire de la commune.
À l'époque gallo-romaine, Pomerus ou Pomarus, fait partie du vicus de Condat, à l'origine de Libourne, dont le port dessert alors une grande partie de l'Entre-Deux-Mers.
La paroisse de Pomerol, appelée aussi Poumeyrol, est attestée au XIIe siècle ; elle correspond au noyau principal de la terre de Barbanne et dépend de la vicomté de Castillon. Au début du XIIe siècle, les Hospitaliers, installés dans le Libournais, décident de fonder la commanderie de Pomerol. La donation de la terre de Barbanne par le seigneur Guillaume de Ségur et ses frères constitue l'acte fondateur de la commanderie. L'appellation Pomerol connaît aujourd'hui une renommée mondiale.
« L'édification de l'église est due à l'ordre des hospitaliers de Saint-Jean de Jérusalem qui s'installent dans la région au début du XIIe siècle. Le plan du bâtiment initial devait certainement correspondre à celui des constructions hospitalières de l'Entre-Deux-Mers ».
« L'ordre de Saint-Jean-de-Jérusalem naît au milieu du XIe siècle, lorsqu'un hôpital dédié à saint Jean Baptiste est fondé à Jérusalem. À la fin du XIe siècle, Gérard fonde l'ordre des hospitaliers de Saint-Jean-de-Jérusalem. En 1530, Charles Quint donne l'île de Malte aux Hospitaliers et à ceux-ci le titre de chevaliers de Malte.
Les Hospitaliers s'établissent dans le Libournais au début du XIIe siècle où ils fondent plusieurs commanderies, dont celles de Pomerol et de Lalande. Un don permet la création de l'édifice de Pomerol : Guillaume de Ségur et ses frères offrent en effet la terre de Barbanne sur laquelle est édifiée la commanderie dont il ne reste aujourd'hui que le nom d'un lieu-dit.
Des bornes, pierres plates dont l'une des deux faces porte une croix de Malte sculptée dans la masse, délimitaient le domaine. Deux d'entre elles existent encore : la borne dite « pierre croisée » a été déplacée au domaine de la commanderie, près de Catusseau et celle de Rifat, derrière l'hippodrome de Cantereau. La borne du carrefour Taillefer a disparu et celle de Béquille a été arrachée».
« L'église est partiellement démolie au XIXe siècle et, en 1899, l'architecte Hosteing est chargé de sa reconstruction. Le chœur est aménagé en 1971. »
On peut visiter l'église en s'adressant à la mairie.

Pour les célébrations de mariage, baptême, décès ou autres, les cérémonies sont assurées par le Presbytère Saint-Ferdinand de Libourne.

## Héraldique
| Blason à dessiner | Blason  | De gueules à la croix de Malte d'argent; au chef d'argent chargé de trois coquilles de sable.                                                                                |
| Blason à dessiner | Détails | Le statut officiel du blason reste à déterminer. |
| Blason à dessiner | Alias   | D'azur plain au chef cousu de sable chargé d'une croix d'argent. * Il y a là non-respect de la règle de contrariété des couleurs : ces armes sont fautives (sable sur azur). |

## Politique et administration
| Période                                  | Période  | Identité           | Étiquette | Qualité |
| ---------------------------------------- | -------- | ------------------ | --------- | ------- |
| mars 2001                                | En cours | Jean-Luc Barbeyron |           | Artisan |
| Les données manquantes sont à compléter. |          |                    |           |         |

## Démographie
L'évolution du nombre d'habitants est connue à travers les recensements de la population effectués dans la commune depuis 1793. Pour les communes de moins de 10 000 habitants, une enquête de recensement portant sur toute la population est réalisée tous les cinq ans, les populations de référence des années intermédiaires étant quant à elles estimées par interpolation ou extrapolation. Pour la commune, le premier recensement exhaustif entrant dans le cadre du nouveau dispositif a été réalisé en 2006.

En 2022, la commune comptait 608 habitants, en évolution de −1,62 % par rapport à 2016 (Gironde : +6,91 %, France hors Mayotte : +2,11 %).
| 1793 | 1800 | 1806 | 1821 | 1831 | 1836 | 1841 | 1846 | 1851 |
| ---- | ---- | ---- | ---- | ---- | ---- | ---- | ---- | ---- |
| 846  | 737  | 858  | 912  | 969  | 927  | 925  | 916  | 891  |

| 1856 | 1861 | 1866 | 1872 | 1876 | 1881 | 1886 | 1891  | 1896  |
| ---- | ---- | ---- | ---- | ---- | ---- | ---- | ----- | ----- |
| 967  | 990  | 926  | 935  | 928  | 957  | 977  | 1 091 | 1 046 |

| 1901  | 1906  | 1911  | 1921 | 1926 | 1931 | 1936  | 1946  | 1954  |
| ----- | ----- | ----- | ---- | ---- | ---- | ----- | ----- | ----- |
| 1 083 | 1 058 | 1 079 | 972  | 930  | 965  | 1 022 | 1 001 | 1 063 |

| 1962  | 1968  | 1975  | 1982 | 1990 | 1999 | 2006 | 2011 | 2016 |
| ----- | ----- | ----- | ---- | ---- | ---- | ---- | ---- | ---- |
| 1 070 | 1 116 | 1 037 | 962  | 867  | 848  | 763  | 713  | 618  |

| 2021 | 2022 | - | - | - | - | - | - | - |
| ---- | ---- | - | - | - | - | - | - | - |
| 598  | 608  | - | - | - | - | - | - | - |

## Viticulture
La commune de Pomerol est un haut lieu de la viticulture bordelaise. L'AOC Pomerol qui porte le nom de la commune est connue partout dans le monde grâce à des propriétés comme Pétrus. Mais dans cette commune viticole d'autres vins peuvent être élaborés comme le Crémant de Bordeaux, le Bordeaux supérieur et le Bordeaux.

## Lieux et monuments
- Château Altimar
- Église Saint-Jean de Pomerol.
- Ancienne Église de Pomerol.
- Clos du Clocher
- Château Bonalgue
- Château Mazeyres
- Château Vieux Maillet
- Château de Sales. Ce château a obtenu en 2010 le Best of Wine Tourism d'or dans la catégorie "Architecture, Parcs et Jardins"
- Château La Croix Taillefer. Ce château pratique l'agriculture biologique.
- La croix de Gay date du XVIe siècle. Elle est inscrite au titre des monuments historiques depuis 1987[27]. «Cette croix pattée est une croix de carrefour qui oriente les pèlerins.
De ses larges branches et du fût, taillés dans un seul bloc de pierre, émane une impression de force que renforcent les puissantes moulures du socle[20].»
La croix de Gay est classée patrimoine historique de France.
- Le lavoir. Ce lavoir est situé à Catusseau, sur le terrain de l'aire de jeux et de détente aménagé qui comprend une aire multisports, une aire de jeux pour les enfants en bas âge et un espace de pique-nique et de détente arboré et équipé avec tables et bancs.
La restauration de ce vieux lavoir avait pour objectif de lui redonner son aspect et sa fonction d'antan, dans l'esprit des lavoirs d'autrefois.
Les travaux ont porté sur la reconstitution du bassin, le façonnage de la table des lavandières, le remplacement du busage qui était trop étroit afin de canaliser le ruisseau, la pose de regards avec tampons en fonte pour gérer le niveau de l'eau et le pavage des abords. Une couverture du lavoir a été déposée pour protéger le tout.
Ce projet a permis une mise en valeur du site, déjà très fréquenté par les Pomerolais et les touristes.

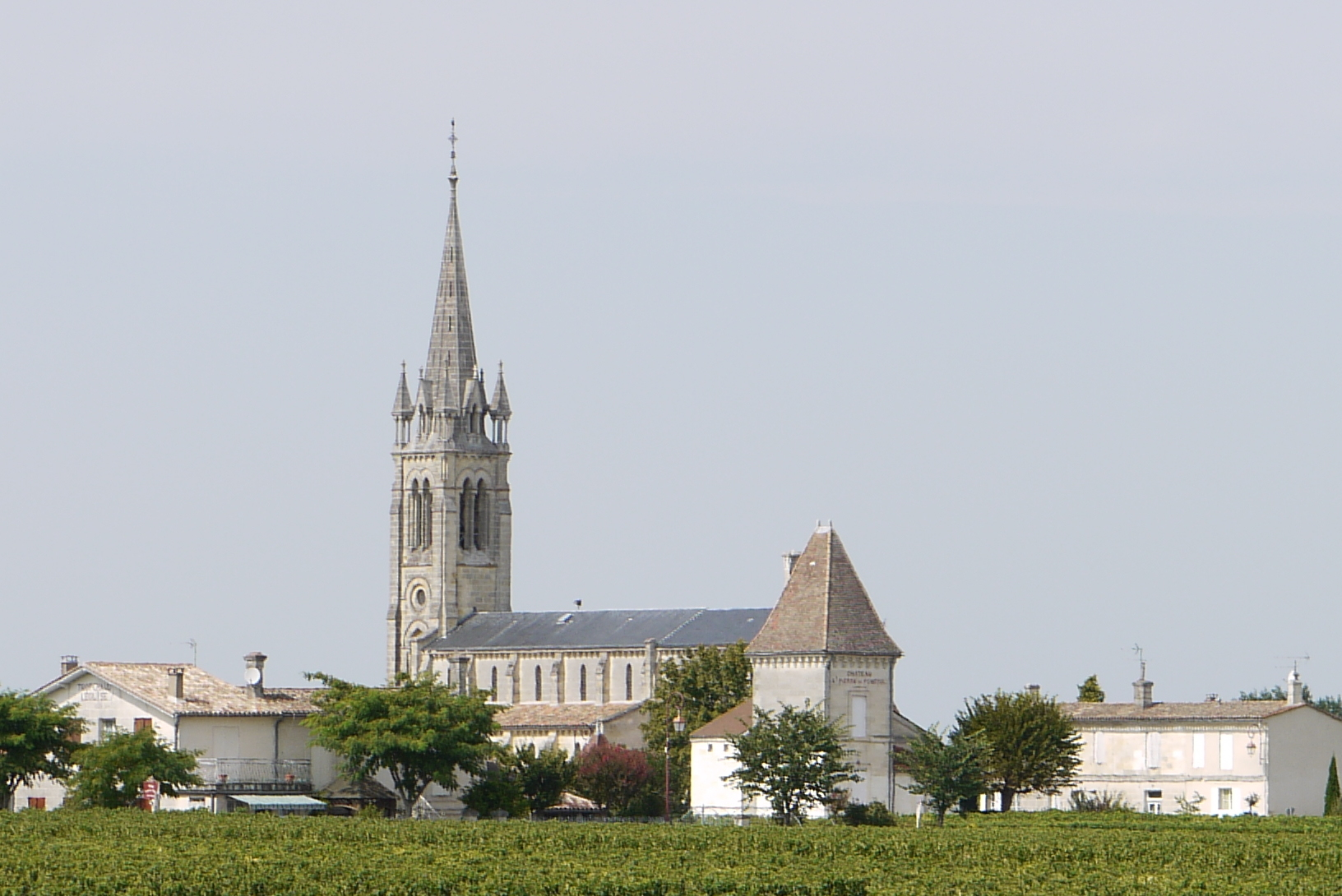
Église Saint-Jean de Pomerol
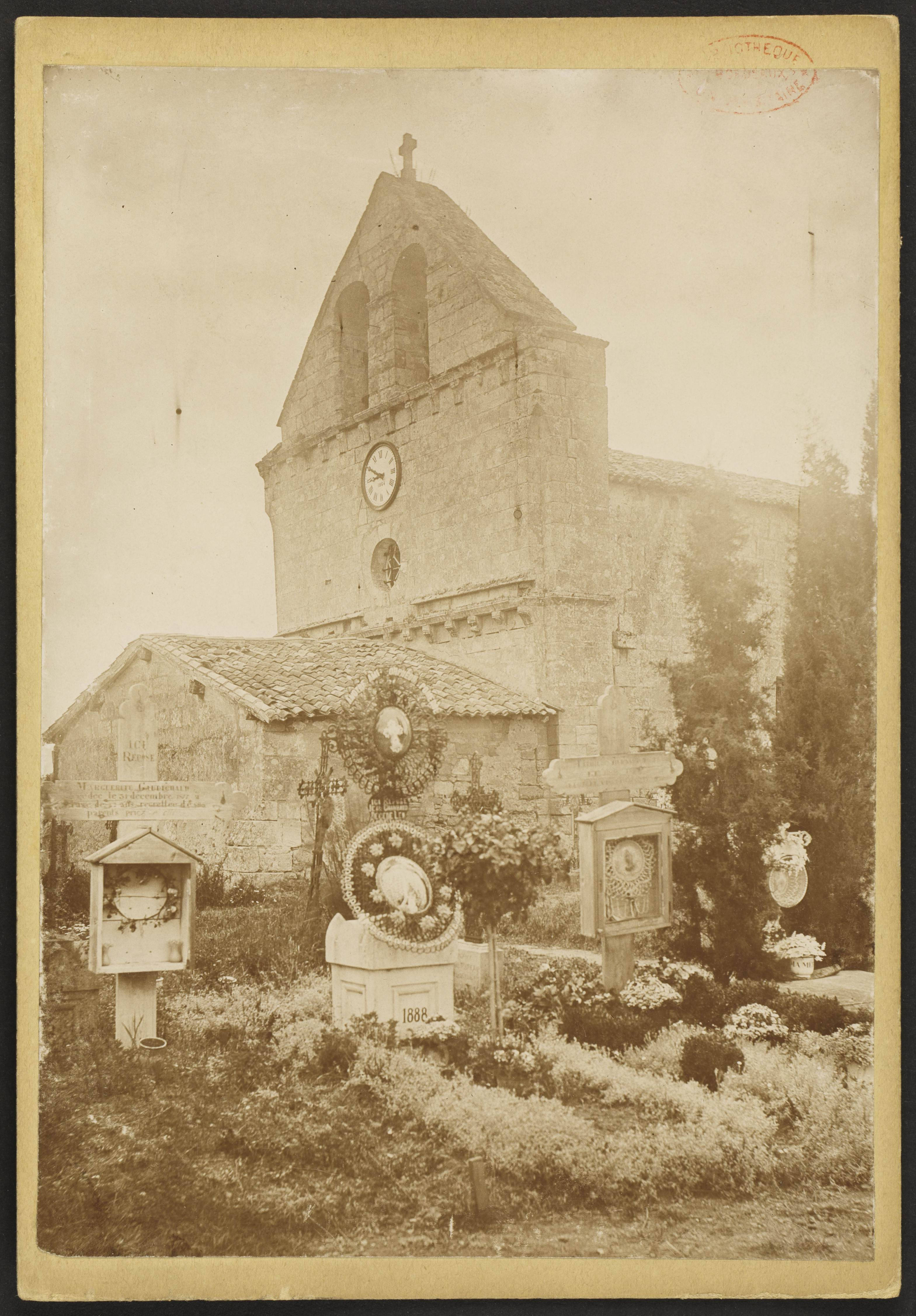
Ancienne église de Pomerol circa 1890 (Brutails)
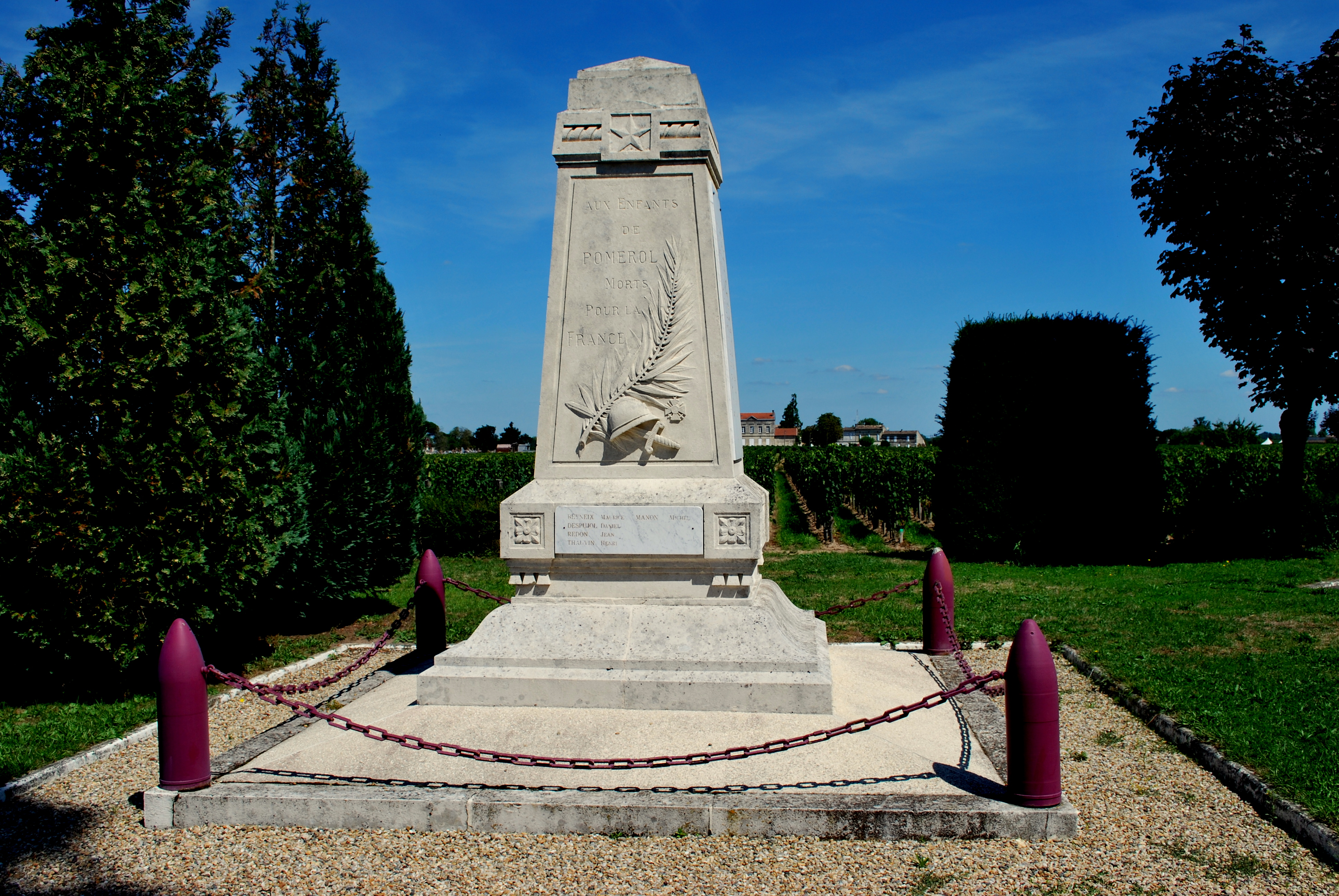
Monument aux morts
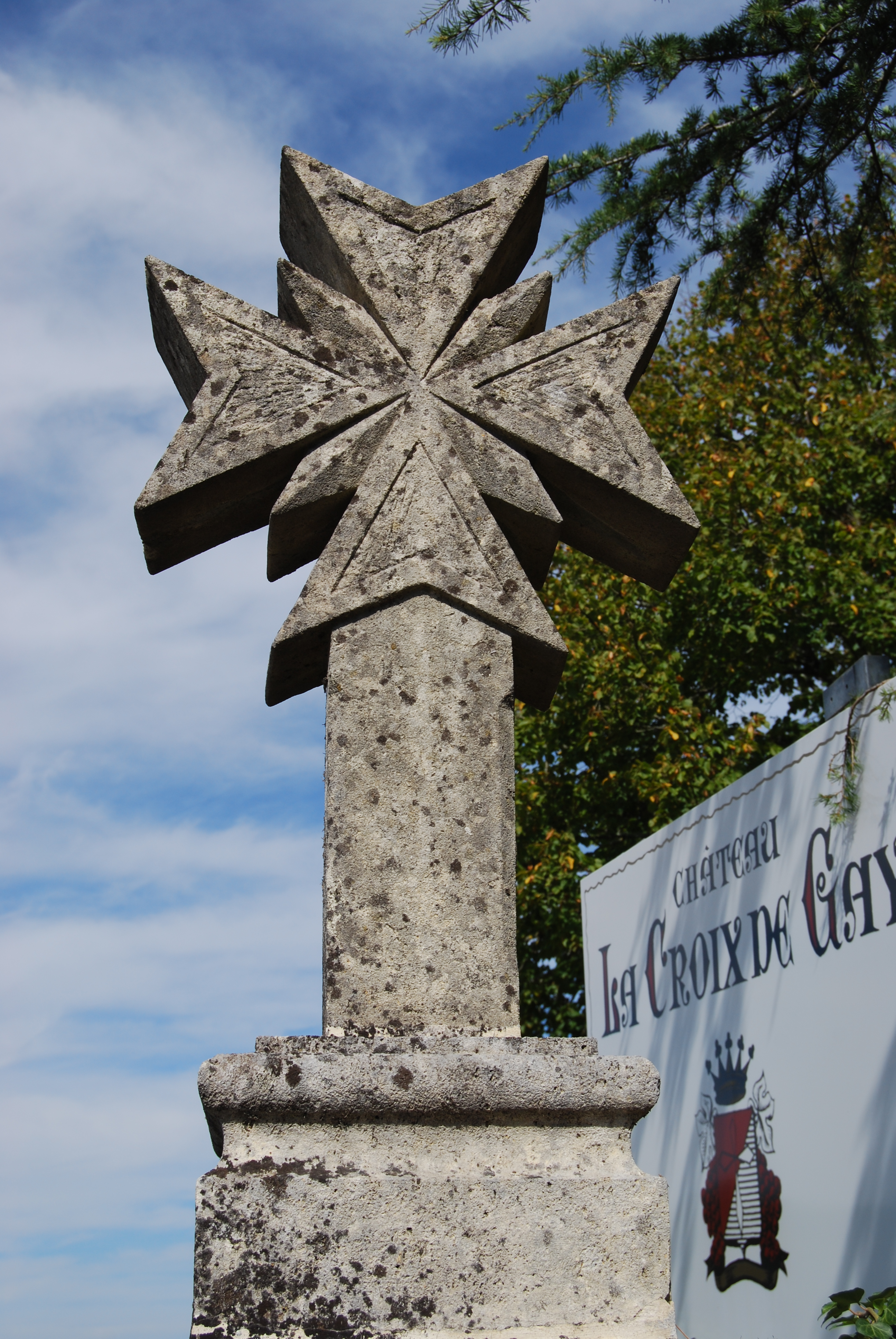
La croix de Gay

## Personnalités liées à la commune
- Michel Rolland
- Alain Moueix
- Jean André GARDE (né à Pomerol en 1892 - décédé en 1975 à St-Denis-de-Pile) : viticulteur à Lussac (château Lion-Perruchon) et à St-Denis-de-Pile, archéologue et historien du libournais (fondateur de la Société Archéologique et Historique de Libourne). Il est l'auteur de plusieurs ouvrages hisoriques dont l'Histoire de Pomerol.